# ایستگاه متروی کهریزک
ایستگاه مترو کهریزک، آخرین ایستگاه از خط یک مترو تهران است که در جاده قدیم قم، پس از دَر قدیم بهشت زهرا، جنب پارک لاله واقع شده‌است.
این ایستگاه که در ۲۹ تیر ۱۳۹۰ افتتاح شده‌است دارای ۷۴۹۵ مترمربع فضای سرپوشیده و ۴۵۹۳ متر فضای باز می‌باشد.